# Rue Rudenwadelweg
La rue Rudenwadelweg est une voie de la commune française de Colmar.

## Situation et accès
Cette voie de circulation, d'une longueur de 440 m, se trouve dans le quartier des maraichers.
On y accède par les rues des Aubepines, du Rudenwadel et la route de Bâle.
Cette voie n'est pas desservie par les bus de la TRACE.

## Bâtiments remarquables et lieux de mémoire
Dans cette rue se trouvent des édifices remarquables[Lesquels ?].

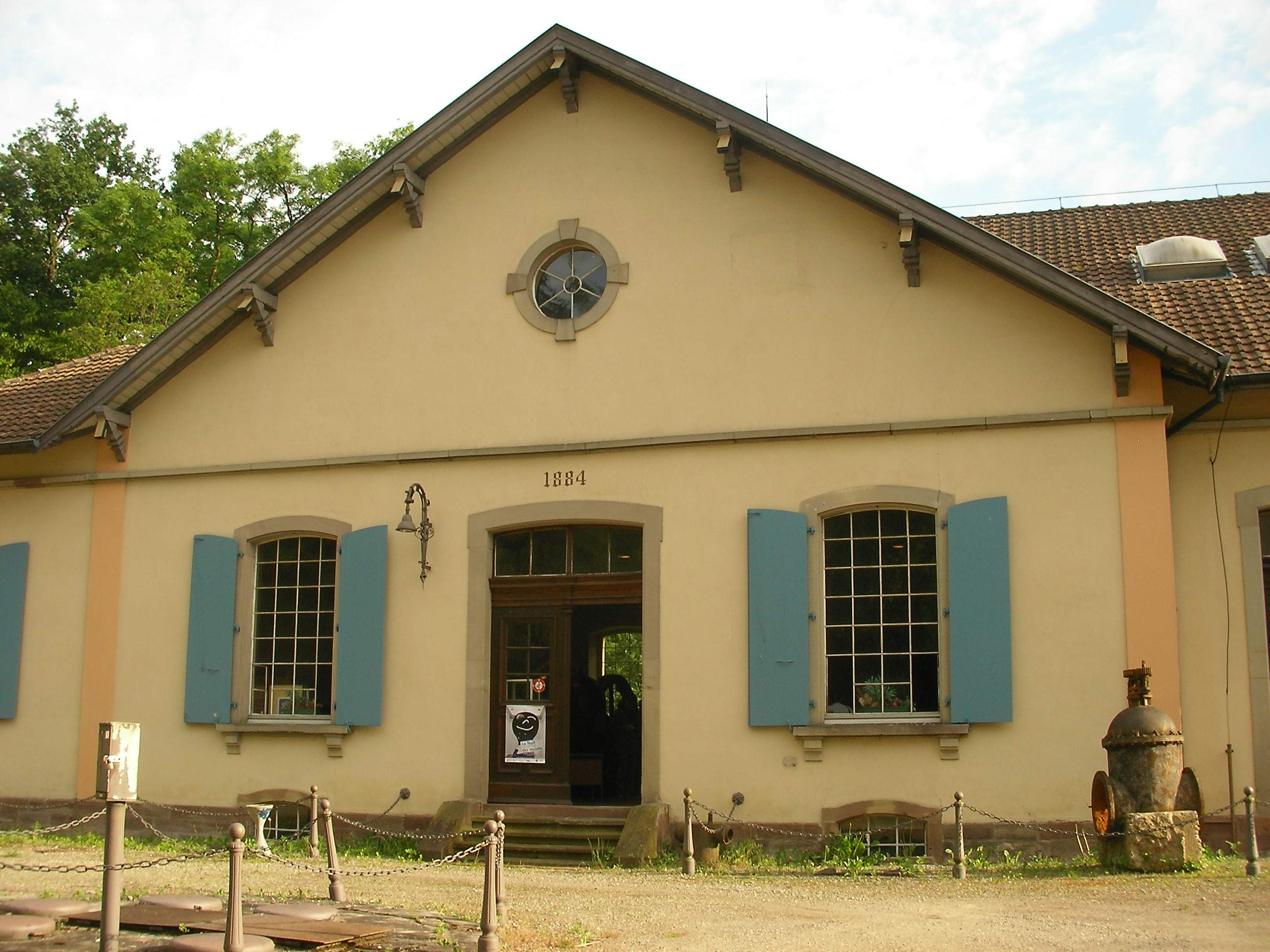
Musée des usines municipales (1884)